# In a Mellow Tone
In a Mellow Tone, noto anche come In a Mellotone, è uno standard jazz del 1939 composto da Duke Ellington, con testo di Milt Gabler.

## Descrizione
La canzone era basata sullo standard del 1917 Rose Room di Art Hickman e Harry Williams, che lo stesso Ellington aveva registrato nel 1932. Howard Stern ha utilizzato una registrazione di questa canzone (dall'album Blues in Orbit di Ellington) come tema di apertura di The Howard Stern Show dal 1987 al 1994.

## Cover
- Red Norvo (1943)
- Erroll Garner - Contrasts (1954)
- Clark Terry - Duke with a Difference (1957)
- Chico Hamilton with Eric Dolphy - The Original Ellington Suite (1958)
- Ella Fitzgerald - Ella Fitzgerald Sings the Duke Ellington Songbook (1958)
- Ben Webster (with Coleman Hawkins and Roy Eldridge) - Ben Webster and Associates (1959)
- Count Basie - Breakfast Dance and Barbecue (1959)
- Lambert, Hendricks, & Ross - The Hottest New Group in Jazz (1960)
- Billy May - Cha Cha! Billy May (1960)
- Coleman Hawkins with Eddie Lockjaw Davis - Night Hawk (1960)
- Louis Armstrong and Duke Ellington - The Great Summit (1961)
- Harry James - 1964 Live! In The Holiday Ballroom Chicago (Jazz Hour Compact Classics JH-1001, 1989)[4]
- Oscar Peterson - Mellow Mood (1968)
- Paul Gonsalves - Humming Bird (1970)
- Buddy Rich - Very Alive at Ronnie Scotts (1971)
- Joe Pass - Portraits of Duke Ellington (1975)
- Sonny Stitt - Sonny Stitt with Strings: A Tribute to Duke Ellington (1977)
- The Manhattan Transfer - Pastiche (1978)
- Nick Brignola - L.A. Bound (1979)
- Art Pepper e George Cables - Goin' Home (1982)
- Maynard Ferguson - "Live from London" (1994)
- Marcus Roberts - Plays Ellington (1995)
- Tony Bennett - Bennett Sings Ellington: Hot & Cool (1999)
- Clare Teal - Don't Talk (2004)
- Royce Campbell - A Tribute to Charlie Byrd (2004)
- Bill Wurtz - (2011)